# نقطه (الفباء)
برخی از حروف در انواع الفبا دارای نقطه هستند که به آنها حروف نقطه دار می‌گویند؛ مثلاً در الفبای فارسی حروف: ب، پ، ت، ث، ج، چ، خ، ذ، ز، ژ، ش، ض، ظ، غ، ف، ق، ن نقطه دار هستند. در زبان انگلیسی حرف i و j نقطه دار هستند.